# Gießener Zeitung
Gießener Zeitung er en tysk avis, der er blevet udgivet to gange ugentligt siden september 2008. Den er beskrevet som "Tysklands første interaktive avis. Oprindeligt udkom den både onsdag og lørdag, men siden 2015 har det kun været lørdag. Den trykkes i en gratisudgave til omkring 128.000 husstande i Landkreis Gießen i kommunerne Lahnau, Dutenhofen, Münchholzhausen og Hüttenberg (Lahn-Dill-Kreis).
Avisen opdateres løbende, og læserne kan skrive reportager til avisen, og borgerne kan indgå i redaktionsarbejdet med både artikler og fotografier.